# Ninh Hải, Ninh Giang
Ninh Hải là một xã thuộc huyện Ninh Giang, tỉnh Hải Dương, Việt Nam.
Xã có diện tích 5,47 km², dân số năm 2013 là 8076 người, mật độ dân số đạt 1.114 người/km².